# Bolbelasmus nireus
Bolbelasmus nireus is een keversoort uit de familie cognackevers (Bolboceratidae). De wetenschappelijke naam van de soort werd in 1895 gepubliceerd door Edmund Reitter.